# 紀元前678年
紀元前678年（きげんぜん678ねん）は、西暦（ローマ暦）による年。紀元前1世紀の共和政ローマ末期以降の古代ローマにおいては、ローマ建国紀元76年として知られていた。紀年法として西暦（キリスト紀元）がヨーロッパで広く普及した中世時代初期以降、この年は紀元前678年と表記されるのが一般的となった。

## 他の紀年法
- 干支 : 癸卯
- 中国
  - 周 - 釐王4年
  - 魯 - 荘公16年
  - 斉 - 桓公8年
  - 晋 - 武公38年
  - 秦 - 武公20年
  - 楚 - 文王12年
  - 宋 - 桓公4年
  - 衛 - 恵公22年
  - 陳 - 宣公15年
  - 蔡 - 哀侯17年
  - 曹 - 荘公24年
  - 鄭 - 厲公2年
  - 燕 - 荘公13年
- 朝鮮
  - 檀紀1656年
- ユダヤ暦 : 3083年 - 3084年

## できごと

### 中国
- 斉・宋・衛の連合軍が鄭を攻撃した。
- 楚が鄭を攻撃し、櫟に達した。
- 斉の桓公・魯の荘公・宋の桓公・陳の宣公・衛の恵公・鄭の厲公・許の穆公・滕の文公らが幽で同盟した。
- 曲沃の武公が晋侯として冊命された。
- 楚軍が鄧を攻め滅ぼした。

## 死去
- 秦の武公
- 邾の安公